# بابی بر
بابی بر (انگلیسی: Bobby Bare؛ زادهٔ ۷ آوریل ۱۹۳۵) یک موسیقی‌دان اهل ایالات متحده آمریکا است.